# Linówko
Linówko is een plaats in het Poolse district Stargardzki, woiwodschap West-Pommeren. De plaats maakt deel uit van de gemeente Ińsko en telt 161 inwoners.

## Geschiedenis

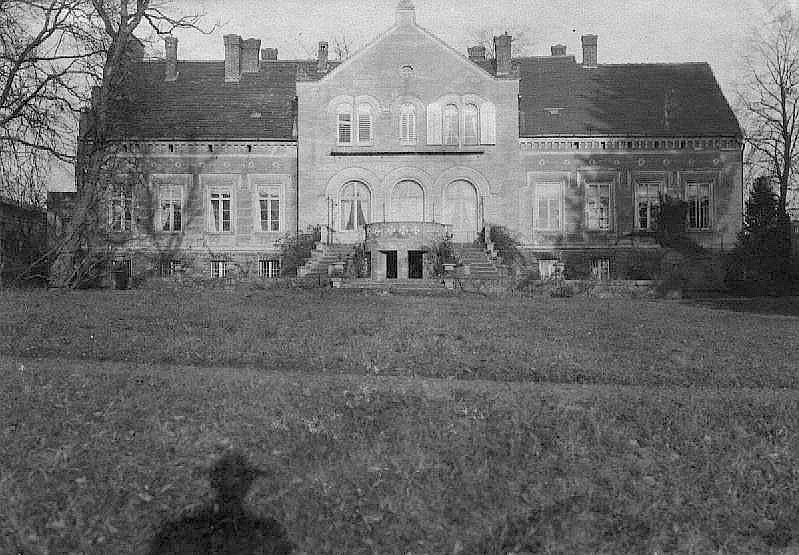
Landhuis Klein Lienichen (rond 1935)

Voor de Tweede Wereldoorlog heette dit gebied Klein Lienichen. Het behoorde eerst tot de 'Landkreis Dramburg', later tot de 'Landkreis Saatzig' in Pommeren.
Het bestond uit het dorp Klein Lienichen, de landgoederen Klein Lienichen, Friedrichsthal en Karlsthal en het noordelijk gelegen landgoed Ziegenberg. Met het landgoed Langenhagen meegerekend besloegen deze landgoederen samen een oppervlakte van 6000 morgen.
Het gebied is ruim 400 jaar in het bezit van de adellijke familie Von Mellenthin geweest. Friedrich von Mellenthin liet er in 1852 een landhuis in neogotische stijl bouwen. De laatste eigenares was de weduwe Alexandrine Johanna Erdmuthe von Mellenthin (geboortenaam Von Tiedemann) van Maximilian von Mellenthin († 1922), die het landhuis tot het einde van de oorlog bewoonde.